# Michael Dobbs
Lord Michael Dobbs (Cheshunt, 14 novembre 1948) è un politico e scrittore britannico, capo dello staff del Partito Conservatore sotto Margaret Thatcher.

## Biografia
Consigliere di Margaret Thatcher, Michael Dobbs è stato il capo dello staff del Partito Conservatore dal 1986 al 1987, e più tardi vicepresidente del partito, dal 1994 al 1995.
È noto a livello internazionale per essere l'autore della una trilogia a sfondo politico incentrata intorno a Francis Urquhart (House of Cards, To Play the King e The Final Cut), da cui è stata tratta una serie televisiva della Bbc e, successivamente, di Netflix.

## Opere
Trilogia di Francis Urquhart
- House of Cards (1989)
- House of Cards 2: Scacco al re (To Play the King) (1992)
- House of Cards 3: Atto finale (The Final Cut) (1994)

Trilogia di Tom Goodfellowe
- Goodfellowe MP (1997)
- The Buddha of Brewer Street (1997)
- Whispers of Betrayal (2000)

Su Winston Churchill
- Winston's War (2002)
- Never Surrender (2003)
- Churchill's Hour (2004)
- Churchill's Triumph (2005)

Thrillers su Harry Jones
- Il giorno dei Lord (The Lords' Day) (2007)
- Attacco dalla Cina (The Edge of Madness) (2008)
- L'eroe riluttante (The Reluctant Hero) (2010)
- Old Enemies (2011)
- A Sentimental Traitor (2012)
- A Ghost at the Door (2013)

Altro
- Wall Games (1990)
- Last Man to Die (1991)
- The Touch of Innocents (1994)
- First Lady (2006)